# Lepanina
Lepanina är en udde i Estland.   Den ligger i landskapet Pärnumaa, i den sydvästra delen av landet, 160 km söder om huvudstaden Tallinn.
Terrängen inåt land är platt. Havet är nära Lepanina åt nordväst. Runt Lepanina är det glesbefolkat, med 8 invånare per kvadratkilometer. Närmaste större samhälle är Häädemeeste, 10,3 km norr om Lepanina.